# Хојњице
Хојњице (пољ. Chojnice, кашупски - Chònice) град је и општина у Пољској. Налази се у војводству Поморје, у хојњицком повјату.
Од 1975. до 1998. године град се налазио у Бидгоском војводству. Поред града пролази регионални пут бр. 22.
По подацима од 30. јуна 2004. у граду је живело 39 670 становника.

## Структура површине
По подацима из 2002, површина Хојњице је 21,05 km², а од тога:
- обрадиво земљиште: 57%
- шуме: 5%

Град чини 1,54% површине повјата.

## Демографија
| 2012.  |
| ------ |
| 40.306 |

Подаци од 30. јуна 2004:
| Опис                          | Укупно | Укупно | Жене   | Жене  | Мушкарци | Мушкарци |
| ----------------------------- | ------ | ------ | ------ | ----- | -------- | -------- |
| -                             | особа  | %      | особа  | %     | особа    | %        |
| становништво                  | 39 670 | 100    | 20 708 | 52,2  | 18 962   | 47,8     |
| густина насељености (ст./km²) | 1884,6 | 1884,6 | 983,8  | 983,8 | 900,8    | 900,8    |

По подацима из 2002. године средњи приход по глави становника износио је 1292,53 zł.
| Година | Број становника | Број становника |
| ------ | --------------- | --------------- |
| 1901   | 10,700          |                 |
| 1921   | 10,400          |                 |
| 1933   | 14,300          |                 |
| 1948   | 12,400          |                 |
| 1960   | 19,600          |                 |
| 1970   | 23,500          |                 |
| 1980   | 32,000          |                 |
| 1990   | 37,700          |                 |
| 2000   | 40,600          |                 |

## Историја
На простору данашњег града постојало је насеље још у XI веку, а први извори потичу из документа поморског кнеза Мествина II из 1275. године.

## Туристичке атракције
- Базилика светог Јована Крститеља из XIV века. (саграђена на паганском храму)
- Средњовековне градсеке зидине које окружују стари град са запада и делимично југа и истока.
- Средњовековна структура Старог Града са вилама из XVIII и XIX века.

## Међународна сарадња
- Емсдетен  Немачка
- Бад Бевенсен  Немачка
- Баје  Француска
- Waalwijk  Холандија
- Мозир  Белорусија
- Корсуњ Шевченковски  Украјина

## Партнерски градови
- Емсдетен
- Мозир
- Бад Бевенсен
- Баје
- Waalwijk
- Korsun-Shevchenkivskyi